# 데즈먼드 흄
데즈먼드 데이비드 흄은 미국의 드라마 로스트의 등장인물 중 하나로 헨리 이언 큐식이 연기하였다. 데즈먼드의 이름은 유명 철학자인 데이비드 흄에서 따왔다. 데즈먼드는 815편 추락이 아닌 3년 전에 발생한 난파 사고로 인해 섬에 들어오게 되었다. 데즈먼드는 그 후 오세아닉 식스와 함께 섬을 탈출하게 되고 여자친구인 페니 위드모어(소니아 월거 분)와 다시 만나게 된다. 데즈먼드는 현재 페니의 아버지 찰스 위드모어(앨런 데일 분)를 피해 은둔 중이다. 별명으로 예수몬드가 있다.